# Wijken en buurten in Schiermonnikoog
De Nederlandse gemeente Schiermonnikoog is voor statistische doeleinden onderverdeeld in wijken en buurten. De gemeente is verdeeld in de volgende statistische wijken:
- Wijk 00 (CBS-wijkcode:008800)

Een statistische wijk kan bestaan uit meerdere buurten. Onderstaande tabel geeft de buurtindeling met kentallen volgens het Centraal Bureau voor de Statistiek (2008):
| CBS-buurtcode | Buurtnaam                         | Inwonertal | Opp. totaal (ha) | Opp. land (ha) | Ligging                |
| ------------- | --------------------------------- | ---------- | ---------------- | -------------- | ---------------------- |
| BU00880000    | Schiermonnikoog                   | 860        | 83               | 83             | Locatie in de gemeente |
| BU00880009    | Verspreide huizen Schiermonnikoog | 90         | 4022             | 3996           | Locatie in de gemeente |

Buurt 09 heeft 90 inwoners op een oppervlakte van 40,22 km². Dit geeft een bevolkingsdichtheid van 2,24 inw/km², een voor Nederland ongekend lage dichtheid.